# Siêu cúp Bóng đá Quốc gia 2022
Siêu cúp Bóng đá Quốc gia 2022, tên chính thức là Siêu cúp Bóng đá Quốc gia - Cúp THACO 2022 là trận đấu bóng đá lần thứ 23 của Siêu cúp bóng đá Quốc gia. Trận đấu diễn ra vào ngày 29 tháng 1 năm 2023 trên sân vận động Hàng Đẫy và là cuộc đối đầu giữa hai câu lạc bộ Hà Nội (đội vô địch V.League 1 2022 và vô địch Cúp Quốc gia 2022) và Hải Phòng (đội á quân V.League 1 2022). Trận đấu do Công ty Cổ phần Bóng đá chuyên nghiệp Việt Nam (VPF) và Báo Tiền Phong đồng tổ chức.
Hà Nội đã đánh bại Hải Phòng với tỷ số 2–0 để đoạt Siêu cúp Quốc gia 2022, hoàn tất "cú ăn ba" và đồng thời cũng trở thành đội bóng giàu thành tích nhất lịch sử với 5 lần đăng quang.

## Thông tin trận đấu

### Truyền hình
Trận đấu được tường thuật trực tiếp trên Truyền hình FPT và FPT Play, hệ thống mạng xã hội của FPT Telecom và các kênh truyền hình khác.

## Chi tiết trận đấu
| Hà Nội                                   | 2–0 | Hải Phòng |
| ---------------------------------------- | --- | --------- |
| - Lucão do Break 26' - Trần Văn Kiên 76' |     |           |

| Hà Nội | Hải Phòng |

| GK               | 1  | Bùi Tấn Trường       |     |       |
| CB               | 2  | Đỗ Duy Mạnh          | 8'  |       |
| CB               | 16 | Nguyễn Thành Chung   |     |       |
| CB               | 20 | Bùi Hoàng Việt Anh   |     |       |
| RM               | 13 | Trần Văn Kiên        | 83' |       |
| CM               | 88 | Đỗ Hùng Dũng         |     |       |
| CM               | 74 | Trương Văn Thái Quý  |     | 67'   |
| LM               | 52 | Nguyễn Văn Vĩ        |     | 75'   |
| RW               | 70 | William Henrique     |     | 67'   |
| LW               | 10 | Nguyễn Văn Quyết (c) |     | 90+3' |
| ST               | 7  | Lucão do Break       |     |       |
| Dự bị:           |    |                      |     |       |
| GK               | 37 | Quan Văn Chuẩn       |     |       |
| DF               | 27 | Vũ Tiến Long         |     |       |
| MF               | 6  | Vũ Minh Tuấn         |     |       |
| MF               | 8  | Đậu Văn Toàn         |     | 67'   |
| MF               | 11 | Phạm Thành Lương     |     |       |
| MF               | 14 | Nguyễn Hai Long      |     |       |
| MF               | 22 | Mạch Ngọc Hà         |     | 75'   |
| FW               | 9  | Phạm Tuấn Hải        |     | 67'   |
| FW               | 25 | Lê Xuân Tú           |     | 90+3' |
| Huấn luyện viên: |    |                      |     |       |
| Božidar Bandović |    |                      |     |       |

| GK               | 1  | Nguyễn Đình Triệu  |  |     |
| RB               | 17 | Phạm Trung Hiếu    |  |     |
| CB               | 5  | Đặng Văn Tới       |  |     |
| CB               | 3  | Phạm Mạnh Hùng     |  | 72' |
| LB               | 20 | Dương Văn Khoa     |  | 37' |
| DM               | 66 | Bicou Bissainthe   |  |     |
| CM               | 77 | Nguyễn Hữu Sơn     |  | 72' |
| CM               | 14 | Nguyễn Hải Huy (c) |  | 85' |
| RM               | 7  | Joseph Mpande      |  |     |
| LM               | 97 | Triệu Việt Hưng    |  | 85' |
| CF               | 65 | Emmanuel Okutu     |  |     |
| Dự bị:           |    |                    |  |     |
| GK               | 26 | Nguyễn Văn Toản    |  |     |
| DF               | 2  | Nguyễn Anh Hùng    |  |     |
| DF               | 15 | Nguyễn Văn Đạt     |  | 72' |
| MF               | 6  | Martin Lo          |  |     |
| MF               | 11 | Hồ Minh Dĩ         |  | 72' |
| MF               | 19 | Lê Mạnh Dũng       |  | 85' |
| MF               | 29 | Nguyễn Văn Minh    |  | 37' |
| MF               | 38 | Nguyễn Trọng Hiếu  |  |     |
| MF               | 45 | Nguyễn Thành Đồng  |  | 85' |
| Huấn luyện viên: |    |                    |  |     |
| Chu Đình Nghiêm  |    |                    |  |     |

| Cầu thủ xuất sắc nhất trận: Nguyễn Văn Quyết (Hà Nội) Các trợ lý trọng tài: Nguyễn Trung Hậu Trần Duy Khánh Trọng tài thứ tư: Nguyễn Viết Duẩn Giám sát trọng tài: Võ Quang Vinh | Quy định trận đấu - 90 phút thi đấu chính thức. - Sút luân lưu nếu tỷ số hòa. - 9 cầu thủ dự bị, thay tối đa 5 cầu thủ trong ba lượt. - Mỗi đội được phép sử dụng ba cầu thủ ngoại và 1 cầu thủ nhập tịch gốc nước ngoài. |

### Thông số trận đấu
| Thống kê             | Hà Nội | Hải Phòng |
| -------------------- | ------ | --------- |
| Bàn thắng            | 2      | 0         |
| Tỷ lệ kiểm soát bóng | 50%    | 50%       |
| Sút bóng             | 6      | 4         |
| Số cú sút trúng đích | 3      | 1         |
| Phạt góc             | 10     | 4         |
| Phạm lỗi             | 12     | 12        |
| Việt vị              | 2      | 2         |
| Thẻ vàng             | 2      | 0         |
| Thẻ đỏ               | 0      | 0         |

## Giải thưởng
| Giải thưởng                                 | Người đoạt giải           | Tiền thưởng      |
| ------------------------------------------- | ------------------------- | ---------------- |
| Đội vô địch                                 | Hà Nội                    | 300.000.000 đồng |
| Đội á quân                                  | Hải Phòng                 | 200.000.000 đồng |
| Cầu thủ ghi bàn thắng đầu tiên của trận đấu | Lucão do Break (Hà Nội)   | 10.000.000 đồng  |
| Cầu thủ xuất sắc nhất trận đấu              | Nguyễn Văn Quyết (Hà Nội) | 10.000.000 đồng  |

| Siêu cúp bóng đá Việt Nam năm 2022 Nhà vô địch |
| ---------------------------------------------- |
| Hà Nội Vô địch lần thứ 5                       |